# Лааксонен, Хенри
Хенри Йона Юлиус Лааксонен (фин. Henri Joona Julius Laaksonen; род. 31 марта 1992, Лохья, Уусимаа) — швейцарский теннисист, в 2009—2010 годах выступавший за Финляндию. Победитель восьми турниров ATP Challenger (6 — в одиночном разряде); и победитель четырёх турниров ITF (2 — в одиночном разряде).
С 2009 по 2022 годы Лааксонен представлял Швейцарию на Кубке Дэвиса, где его рекорд W/L: 16—15.
Полуфиналист одного юниорского турнира Большого шлема в одиночном разряде (Открытый чемпионат Франции-2009); бывшая 20-я ракетка мира в юниорском рейтинге ITF (2010).

## Общая информация
Родился 31 марта 1992 года в Лохье, в Финляндии.

## Спортивная карьера
В 2014—2021 годах стал победителем шести турниров ATP серии «челленджер» и двух турниров ITF серии «фьючерс» в одиночном разряде.
И в 2009—2018 году стал победителем ещё двух турниров ATP серии «челленджер» и двух турниров ITF серии «фьючерс» в парном разряде.

### 2022
В конце июня 2022 года участвовал в основной сетки одиночного разряда Уимблдонского турнира, где он в первом круге за три сета проиграл британцу Райану Пенистону со счётом 4-6, 3-6, 2-6.
В октябре 2022 года стал финалистом одиночного турнира категории ATP Challenger Hamburg Ladies & Gents Cup в Гамбурге (Германия), где он в финале проиграл соотечественнику Александру Ричарду со счётом 5-7, 5-6, отказ Лааксонена.
И в ноябре 2022 года стал финалистом одиночного турнира категории ATP Challenger Open International de Tennis de Roanne в Роане (Франция), где он в финале проиграл французу Юго Гастону со счётом 6-7(6-8), 7-5, 6-1.